# Cycnidolon binodosum
Cycnidolon binodosum là một loài bọ cánh cứng trong họ Cerambycidae.